# Ghassan Kanafani
Ghassan Kanafani (en árabe: غسان كنفاني, Acre, Mandato británico de Palestina, 9 de abril de 1936 - Beirut, Líbano, 8 de julio de 1972)fue un escritor palestino que participó activamente en la causa palestina. Fue cofundador del Frente Popular para la Liberación de Palestina y redactor jefe del diario Al-Hadaf. Escribió seis novelas, varias recopilaciones de teatro, tres obras de teatro y tres libros de ensayo literario. En 1972, fue asesinado por el Mossad en Beirut (Líbano) en un atentado con coche bomba a la edad de 36 años.

## Biografía
Ghassan Kanafani nació en Acre, el 9 de abril de 1936, en el seno de una familia de clase media. Su padre, abogado y de confesión suní fue maestro en diferentes escuelas francesas. Siendo muy joven toda su familia se traslada a Haifa hasta que, en 1948, se exilió con su familia al sur del Líbano para posteriormente asentarse definitivamente en Damasco (Siria). Será en Damasco donde Kanafani complete su formación secundaria y, posteriormente, estudie literatura en la Universidad de Damasco. En 1952 obtiene el título de maestro de la UNWRA (Agencia de las Naciones Unidas para los Refugiados de Palestina en Oriente Próximo). En el mismo año entrará en el departamento de filología árabe de la Universidad de Damasco donde, bajo la supervisión del Dr. George Habash, escribirá su tesis "Raza y religión en la literatura sionista". Será durante su estancia en Damasco cuando Kanafani comience sus actividades políticas implicándose en la organización panarabista Movimiento Nacionalista Árabe (MNA),
En 1955, como consecuencia de sus actividades políticas en el MNA, es expulsado de Damasco estableciéndose en Kuwait donde ejercerá como maestro hasta 1960. En su estancia en Kuwait, Kanafani consolida su compromiso político convirtiéndose en editor del periódico del MNA Al-ra'i (رأي, La Opinión) e interesándose por el marxismo. Será también en Kuwait donde Kanafani comience su actividad literaria escribiendo relatos cortos.
En 1960, su antiguo director de tesis, George Habash, le convence para que se traslade a Beirut (donde pasará el resto de sus días) y se una al equipo del periódico oficial del MNA Al-ḥurriyya (حرية, Libertad). En 1961 contrae matrimonio con la danesa Anni Høver, educadora y activista a favor de los derechos de la infancia, con quien tendrá dos hijos. En 1962 entrará en la clandestinidad por carecer de documentos de identificación personal. En 1963 asumirá el cargo de redactor jefe del periódico Al-muḥarrir (محرر, El Libertador) y de editor de su revista dominical Filistīn (فلسطين, Palestina). Será también durante ese año cuando Kanafani escriba su primera y más aclamada novela Riŷāl fī-š-šams (رجال في الشمس, Hombres en el sol). 
En 1967 continuará con sus actividades políticas entrando a formar parte, como redactor jefe del suplemento dominical de la revista libanesa Al-anwar (الانوار, Las luces). Destaca su participación en la fundación del Frente Popular para la Liberación de Palestina (una escisión de corte marxista-leninista del MNA). En 1969 renunciará a su puesto como editor de Al-anwar para crear el semanario Al-hadaf (الهدف, El Objetivo). 
El 8 de julio de 1972, la agencia de inteligencia israelí Mossad, asesina a Kanafani y a su sobrina Lamis de corta edaden un atentado con coche bomba en respuesta al atentado del aeropuerto de Lod, reivindicado por el Ejército Rojo Japonés. Tras su muerte, Kanafani se convirtió en un icono del pueblo palestino y la fecha de su aniversario, el 9 de abril, se ha convertido en un día de celebración de su vida y obra.

## Obra literaria
A pesar de haber muerto a la edad de 36 años, Kanafani fue un autor prolífico. Escribió cuatro novelas completas (y tres inacabadas), cincuenta y siete relatos breves (recogidos en cuatro recopilaciones), tres obras de teatro completas (y una incompleta), tres ensayos literarios y un gran número de artículos periodísticos. La temática de la obra de Kanafani plantea (e intenta dar respuestas) a cuestiones como la identidad palestina, la patria (y la tierra) perdida, la situación de los refugiados o la toma de conciencia individual y colectiva. Sin embargo, la obra de Kanafani excede los límites de la situación palestina planteando temas universales como la felicidad pasada, el drama de la inmigración o la relación entre tiempo y memoria. 
Pero si un tema destaca entre todos los demás, este es la construcción de la nación Palestina a través de la narración. La obra de Kanafani no es solo una crónica de su tiempo o una forma de denunciar la situación del pueblo palestino. La obra de Kanafani responde a la necesidad de construir (textualmente) una nación que, hasta el desastre de 1948, no había tenido la necesidad de hacerlo. En su obra, la nación palestina es una narración que se construye mediante diferentes herramientas textuales (la idea nación-narración se define ampliamente en la obra de K. Bhabha Nation and Narration). Kanafani utiliza diferentes recursos estilísticos como el simbolismo, el diálogo interior, el recuerdo o las impresiones sensoriales para, tal y como Yahya Hassan y Noritah Omar sugieren, crear una tierra, una nación y crearse un espacio para él y su gente.

### Novelas
- riŷāl fī-š-šamṣ, (رجال في الشمس, Hombres en el sol). Beirut, 1963.

- ma tabaqq'ā lakum, (ما تبقّى لكم, Lo que nos queda). Beirut, 1966.

- umm sa'd, (أم سعد, Umm Sa'd). Beirut, 1969.

- `ā'id il'ā Hayfā, (عائد إلى حيفا, Retorno a Haifa). Beirut, 1970.

#### Novelas en español
- Kanafani, Gasán. Una trilogía palestina, [Hombres en el sol; Lo que os queda; Um Saad], Hoja de Lata Editorial, 2015, Madariaga, M. Rosa de (prologuista y traductora). ISBN 978-84-942805-4-2

- Kanafani, Ghassan. Hombres en el sol; Lo que os queda; Un Saad. Madariaga, M. Rosa de (trad). Ediciones Libertarias-Prodhufi, 1988. 176 p. ISBN 84-404-2758-1

- Kanafani, Gassan. Un mundo que no es nuestro. Prieto González, María Luisa (trad). Huerga y Fierro Editores, 1995. 224 p. ISBN 84-88564-66-X

- Kanafani, Gassan. Umm sa'd. Abdallah El-Geadi, Mohamed (trad). Elgeadi Abdallah-Brahim, Mohamed, 1998. 96 p. ISBN 84-404-2758-1

### Obras de teatro
- al-bāb, (الباب, La puerta). Beirut, 1964.

- al-qubba'a wa-al-nabī, (القبعة والنبي, El sombrero y el profeta). Beirut, 1973.

- ŷisr il'ā al-abad, (جسر إلى الأبد, Puente hacia la eternidad). 1978.

### Recopilaciones de relatos
- mawt sarīr raqam 12. (موت سرير رقم 12, Muerte en una cama n.º 12). Beirut, 1961.

- arḍ al-burtuqāl al-ẖazyn, (أرض البرتقال الحزين, La tierra de las naranjas tristes). Beirut, 1963
- 'aalām laysa lanā, (عالم ليس لنا, Un Mundo que no es nuestro). Beirut, 1965.

- 'an ar-riŷal wa-al-banādiq, (عن الرجال والبنادق, Sobre hombres y rifles). Beirut, 1968.

- al-qamīs al-masrūq wa-qiṣaṣ ujr'ā, (القميص المسروق وقصص أخرى, La camisa robada y otras historias). 1982

### Ensayos
- 'adab al-muqawama fĩ filistĩn al-muẖtalla 1948-1966, (أدب المقاومة في فلسطين المحتلة 1948-1966, Literatura de Resistencia en Palestina Ocupada 1948-1966). 1966.

- fĩ al-adab al-saẖyũni, (في الأدب الصهيوني, Sobre la Literatura Sionista). 1967.

- al-adab al-filistīni al-muqãwim taẖt al-iẖtilāl 1948-1968, (لأدب الفلسطيني المقاوم تحت الاحتلال1948 - 1968 , Literatura Palestina de Resistencia bajo la ocupación 1948-1968). 1968